# Пенхолд (Алберта)
Пенхолд (енгл. Penhold) је варош у централном делу канадске провинције Алберта и део је статистичке регије Централна Алберта. Налази се на обалама реке Ред Дир, око 16 км јужно од града Ред Дир и око 128 км северно од Калгарија. 
Према резултатима пописа становништва из 2011. у варошици је живело 2.375 становника у 925 домаћинстава, што је раст од 20,5% у односу на попис из 2006. када је регистрован 1.971 житељ у варошици.
На око 3 км северно од вароши налази се летњи центар за обуку кадета канадске краљевске авијације. 

## Становништво
| 2006. | 2011. |
| ----- | ----- |
| 1.961 | 2.375 |